# Hichem Nekkache
Mohamed Hichem Nekkache (sinh ngày 7 tháng 3 năm 1991) là một cầu thủ bóng đá người Algérie thi đấu ở vị trí tiền đạo cho MC Alger.

## Thống kê sự nghiệp

### Câu lạc bộ
Tính đến 21 tháng 2 năm 2018
| Câu lạc bộ          | Mùa giải            | Giải vô địch        | Giải vô địch | Giải vô địch | Cúp     | Cúp       | Khác    | Khác      | Châu lục | Châu lục  | Tổng cộng | Tổng cộng |
| Câu lạc bộ          | Mùa giải            | Hạng đấu            | Số trận      | Bàn thắng    | Số trận | Bàn thắng | Số trận | Bàn thắng | Số trận  | Bàn thắng | Số trận   | Bàn thắng |
| Câu lạc bộ          | Câu lạc bộ          | Giải vô địch        | Giải vô địch | Giải vô địch | Cúp     | Cúp       | Khác    | Khác      | Châu Phi | Châu Phi  | Tổng cộng | Tổng cộng |
| ------------------- | ------------------- | ------------------- | ------------ | ------------ | ------- | --------- | ------- | --------- | -------- | --------- | --------- | --------- |
| MC Oran             | 2014–15             | Ligue 1             | 25           | 4            | 3       | 2         | —       | —         | —        | —         | 28        | 6         |
| CR Belouizdad       | 2015–16             | Ligue 1             | 29           | 8            | 2       | 0         | —       | —         | —        | —         | 31        | 8         |
| MC Alger            | 2016–17             | Ligue 1             | 23           | 7            | 4       | 0         | —       | —         | 10       | 4         | 37        | 10        |
| MC Alger            | 2017–18             | Ligue 1             | 20           | 3            | 3       | 3         | —       | —         | 4        | 5         | 27        | 11        |
| MC Alger            | Tổng                | Tổng                | 43           | 10           | 7       | 3         | —       | —         | 14       | 9         | 0         | 0         |
| Tổng cộng sự nghiệp | Tổng cộng sự nghiệp | Tổng cộng sự nghiệp | 97           | 22           | 12      | 5         | —       | —         | 14       | 9         | 123       | 36        |

1. ↑  Bao gồm the Cúp bóng đá Algérie
2. ↑  Bao gồm the Super Cup
3. ↑  Bao gồm the CAF Champions League và CAF Confederation Cup
4. ↑  All appearance(s) ở CAF Confederation Cup
5. ↑  Two appearance và one goal ở 2017 CAF Confederation Cup, Two appearances và four goal ở 2018 CAF Champions League

## Danh hiệu

### Câu lạc bộ
MC Alger